# 山陽電気鉄道270形電車

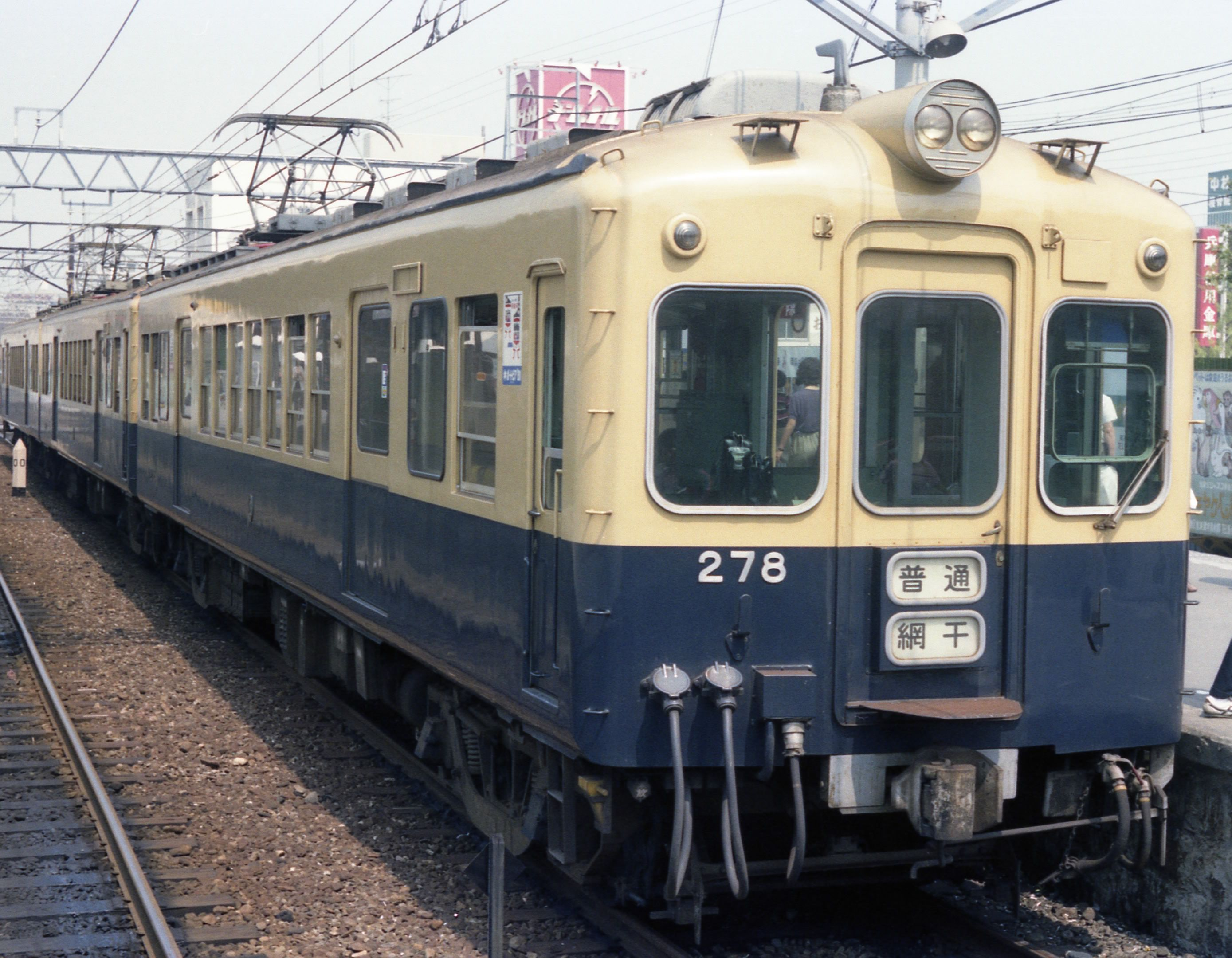
山陽電気鉄道270形（1981年6月、電鉄飾磨駅）

山陽電気鉄道270形電車（さんようでんきてつどう270がたでんしゃ）は、過去に存在した山陽電気鉄道の通勤形電車で、250形270 - 289を区別するための通称である。
長年の酷使で老朽化が進行しつつあった100形および1000形の機器流用車として、1959年より1961年にかけて川崎車輛（後の川崎車両）で270 - 273と274 - 289の2グループ20両が製造された。当初は2両編成で特急から普通列車まで幅広く使用されたが、後年は250・820・850の各形式と混結、あるいは同系車のみで3両編成に再編の上、普通列車専用として使用された。
正式には250形の第4 - 6次車をなす車両群であるが、前世代モデルにあたる第1 - 3次車とは車体の形状・構造が大きく異なるため、便宜上270形と呼ばれていた。

## 概要
100形および1000形は、神戸姫路電気鉄道1形の機器流用車として登場した、旧兵庫電気軌道・旧神姫電鉄線直通用複電圧車の宇治川電気51形をルーツとする、14 m級狭幅車体（車体幅2.4 m）の小型車であった。
第二次世界大戦後の山陽電気鉄道線では、運輸省からモハ63形の割り当てを受けた広幅車体（車体幅2.8 m）の800形（後の700形）入線に際し、全線全駅についてホーム幅が削られ、車両限界が拡大された。その結果、100形・1000形は他の在来車同様に張り出し式ステップの取付が実施され、特にラッシュ時の乗降に不具合が見られるようになった。
このため、820・850形の増備が一段落した1951年から、850形に準じた2.8 m幅の広幅ながら、流用を行う台車の荷重制限の都合で車体長を17 m級から15 m級に2 m短縮して自重の軽減を図った車体を新造し、これと100形の車体を載せ替える工事が開始された。
250形と呼称されたこの車体更新車は、1951年から1954年の間に3次に分けて計8両が川崎車輛で製造されたが、その間の急激な技術の進歩と乗客増によって毎回仕様が変更され、最後の第3次車 (256 - 257) では車体設計技術の進歩などにより、特急車である850形と同等の17 m車にスケールアップされるに至った。ところが、1955年に製造が計画された第4次車は、台枠の仕掛かり段階で予算が新型のWNドライブ搭載車である2000系第1編成に振り向けられたため、急遽工事が中止され、以後しばらくは老朽化した100・1000形24両が何ら改修を行われないまま、継続使用されることになった。
しかし、特急車として2000系が増備される過程において、木造車や戦災復旧車を含んでいた100・1000形の著しい老朽化と、収容力および乗降の安全性の不足、それに2000系との接客設備の極端な格差が顕著な問題となってきた。このため、再度100・1000形の車体更新が計画され、これらの電装品の一部を流用しつつ、2000系第3次車の車体をベースに新規設計された17m級広幅軽量車体と組み合わせることで、本形式が製造された。
1959年製の第1次車（250形第4次車）270 - 273、1960・1961年製の第2次車（250形第5次車）274 - 283、1961年製の第3次車（250形第6次車）284 - 289の3次に分けて更新工事が実施され、形状から第1次車と第2・3次車の2グループに大別される。

## 車体
上述の通り、2000系第3次車の設計を基本とする準張殻構造の車体幅2.8 m・車体長17m級軽量全金属車体である。
ただし、固定編成の特急車である2000系とは異なり、1両単位の増解結が考慮されたため、800 mm幅の狭幅貫通路が前後に設置され、貫通引戸が設けられた。
座席は普通列車主体に運用されることからロングシートとされた。ただし特急運用への充当を意識して、長時間の着席でも疲れずグレード感を演出できるよう、ソファの掛け心地を意識し奥行きを510 mmとした低座面仕様となっており、座り心地は同時代の関西私鉄の車両中でも非常に良好な部類に入った。また、この寸法はその後山陽電鉄が導入した各形式における座席設計の基礎となっており、最新の6000系にもこのロングシートの低座面設計は継承されている。
第1次車である270 - 273は客用扉幅が2000系に準じて設計され、窓配置がd1 (1) D8D (1) 2（d：乗務員扉、D：客用扉。Dに隣接する (1) が戸袋窓）であったが、274以降はラッシュ時対策として客用扉幅とその吹き寄せ部寸法が拡大されたために扉間の窓が1枚削られてd1 (1) D7D (1) 2となり、窓そのものも換気改善を目的として上段下降、下段上昇式に変更された。
第1次車では250形までに準じて各車の運転台寄りにパンタグラフが設置され、高圧引き通し管を屋根のほぼ全長に渡って設置し、連結面で床下に引き込まれていた。これに対し、第2次車では容量増が図られたこの高圧引き通し管が屋根上の美観を損ねるとして、パンタグラフが連結面寄りに移設され、続く第3次車でもこの配置が踏襲された。第2・3次車のレイアウトの場合、同型車を背中合わせにして2両編成を組むとパンタグラフが隣接するため、架線の押し上げ力が過大になる恐れがあったが、本形式は基本的に普通列車用であって高速運転に供されなかったためか、最後までその配置のまま使用されていた。もっとも、初期には片方のパンタグラフを下ろして特急運用に充当される姿も記録されており、このレイアウトは高速運転時に不都合があったことを示している。
設計段階で既に2000系で確立されていた設計を応用し、ほぼ完成の域にあったためか製造後の車体改造はほとんどなく、後年の改造は、前面貫通扉への種別・行先表示器の設置と、列車無線およびATS導入に伴う保安機器の追加搭載、それに前照灯の白熱灯1灯からシールドビーム2灯（白熱灯時代のライトケースが流用され、俗に言う「豚の鼻」状の反射板にはめて装着された）への変更が実施された程度に留まっている。

## 主要機器

### 主電動機
主電動機は100形からの流用品である芝浦製作所SE-107を整備・改造の上で再用した。
このSE-107は、提携先であるアメリカのゼネラル・エレクトリック (GE) 社製GE-263を、芝浦がスケッチ生産したものである。これはオリジナルの優れた設計を忠実にコピーしており、性能は遜色なかった。このため歯数比を正しく設定すれば全界磁で70 km/h走行を、弱め界磁併用で100 km/h走行を、それぞれ常用可能とする出力特性 を備えていた。
山陽の場合、神姫1形にGE-263が搭載されていたことから宇治電51形66以降には国産の同等品であるSE-107が採用されたものである。これらの主電動機は本来の投入線区であり、平坦で直線主体の良好な線形を備える明石以西の旧神姫電鉄区間において、その高速性能を最大限に発揮した。

### 主制御器
主制御器は種車の芝浦RPC-101の老朽化が著しかったため、これに代えて日本国有鉄道（国鉄）制式のCS5・CS10が搭載された。なお、再用されなかったRPC-101はその後、旧兵庫電軌由来のGE社製K38形直接制御器を改造した特殊な間接式制御器を備えていた200形第1次車の更新時に、その一部が整備の上で流用されている。

### 電機子チョッパ制御器の試用
本形式で特筆すべき事項の一つに、1972年に富士電機製造の手で開発され281で長期実用試験が実施された電機子チョッパ制御装置の搭載がある。
二相一重チョッパ回路を合成周波数400Hzで動作させるこの制御器は、1969年に札幌市交通局向け地下鉄用試験車に同じ富士電機が供給した電機子チョッパ制御器の延長線上にあり、後述するように抵抗制御器を搭載する在来車と混用されたこともあって、チョッパ制御のメリットの一つである回生制動機能をオミットして力行専用とするなど、極めて簡素な主回路設計であった。しかし、それでもこの制御器を搭載した281が営業運転に供されたものとしては阪神電気鉄道7001・7101形と帝都高速度交通営団（現・東京地下鉄）6000系に続く日本で3番目の電機子チョッパ制御車となったことは特筆に値する。なお、日本では史上唯一の吊り掛け駆動方式チョッパ制御電車となった281だが、一般営業では抵抗制御器搭載車と連結して運用されていた。老朽化のため、1980年に富士電機製造より置き換え用のフロン沸騰冷却式の新形チョッパ制御装置が納入されている。
なお山陽電気鉄道では、オイルショックと鉄鋼不況の影響で1970年代前半以降に乗客数が減少し、新造車の投入が1977年まで4年にわたり中断されたこと、その後も製造コストの削減が重視されたことなどから、281以外にチョッパ制御器は採用されず、抵抗制御から5000系の界磁添加励磁制御を経て、5030系でVVVFインバータ制御へ移行している。

### 台車
台車は種車同様にボールドウィン系のBW-6（第1次車）・BW-6A（第2次車および第3次車）釣合梁式形鋼組み立て台車を装着する。これは100形より重く長い車体を支える必要から、川崎車輛で新たに設計製作されたものである。この台車は時期的に日本国内向け新製釣合梁式台車の最終世代に当たり、枕ばねのコイルばね化とオイルダンパ装備（BW-6Aのみ）、それにホイールベースの拡大（1,981 mm→2,200 mm）などにより、オリジナルのBW-78-25A（社内形式BW-1）と比較して乗り心地が改善されていた。

## 運用

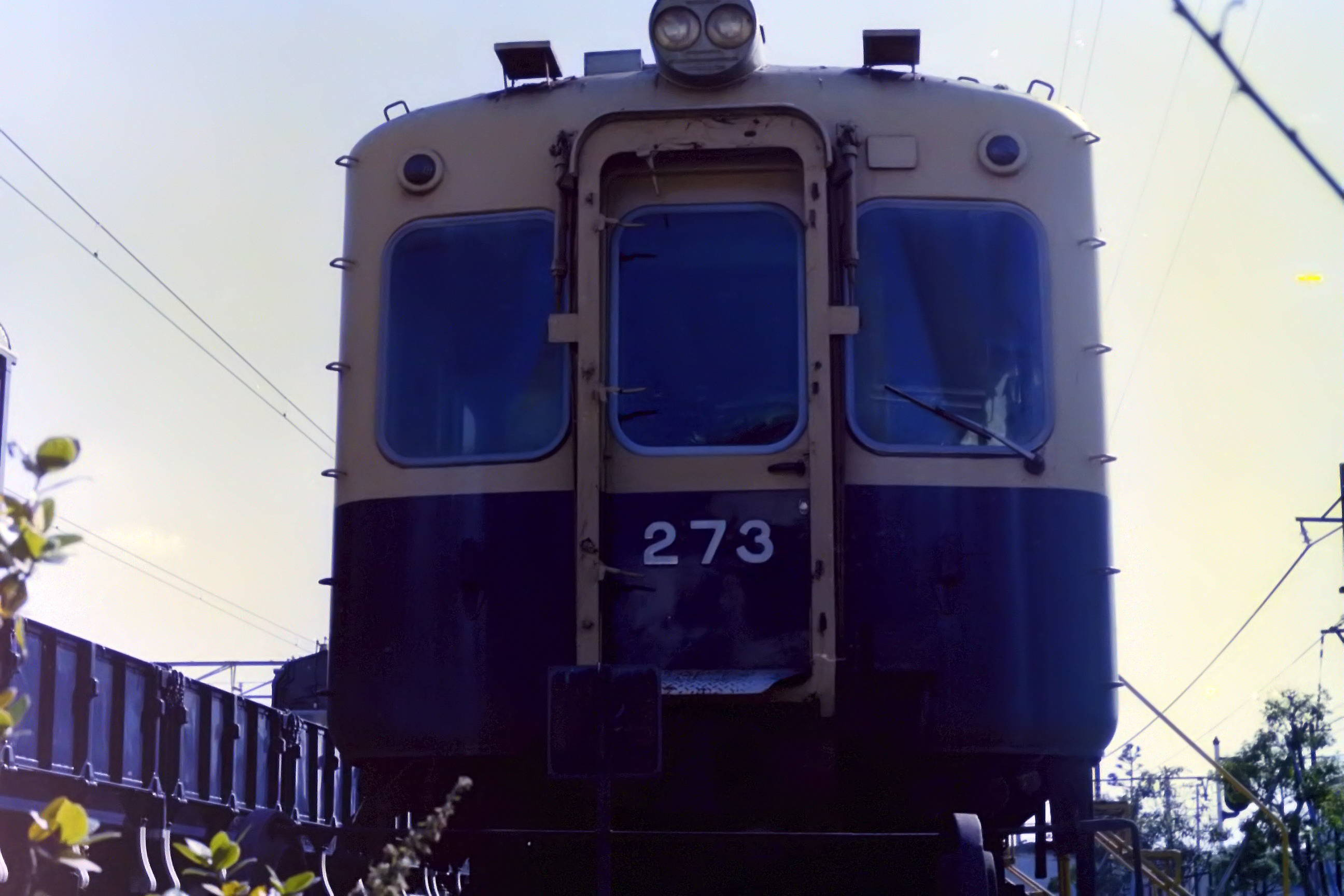
東二見車両基地に留置されていた
1次車 273

普通列車用として計画されたが、ラッシュ時の混雑の激化で特急列車にクロスシート車の充当が困難となったため、本形式が特急列車に充当されるようになり、この運行形態は3000系が出揃う神戸高速鉄道開業前後まで続いた。
以後は普通列車専用として、250・820・850形の2両編成を基本としてこれらの神戸側に本形式の第2次車以降を1両増結する、あるいは第1次車を含む本形式の基本2両編成に本形式の第2次車以降を1両増結する、といった形で3両編成を組んで、本線および網干線で長く運用された。
もっとも、車体と電装品の老朽化が進んだことから、まず第1次車4両が3050系の増備で1983年までに廃車され、第2次車と第3次車の16両については1983年の850形全廃後に編成の組み替えを実施した。この際、同形車で3両編成を組む都合から余剰となった288は一旦予備車扱いとなった後、1985年に廃車された。残る15両についても、翌1986年の5000系第1次車投入を機に全車が淘汰された。
本形式はその全廃に当たり、1986年8月に団体列車扱いでさよなら運転が実施されたが、これまで山陽電気鉄道の営業運転では例のない、同型車による5両編成を組んで運行され、注目を集めた。
廃車後、一部は東二見車両基地に留置されていたが、最終的に全車解体処分された。このため、吊り掛け式駆動の旧型車としては比較的遅くまで在籍していたにもかかわらず、現存する車両はない。